# Johann Konrad Holzach
Johann Konrad Holzach, auch Hans Conrad Holzach (* 12. August 1753; † 12. April 1826) war ein Schweizer Pfarrer und Lehrer.
Johann Konrad Holzach, Sohn eines Glasers, arbeitete nach einem Theologiestudium drei Jahre als Hauslehrer. 1784 wurde er Lehrer und Konrektor am Gymnasium in Basel. 1793–1826 wirkte er als Pfarrer in Gelterkinden. 1814–1826 war er Dekan (Vorsteher) des Farnsburger Kapitels. Er machte sich vor allem um das Erziehungswesen verdient und vertrat eine Pädagogik im Sinne von Heinrich Pestalozzi. 1826 verunfallte er mit seinem Reitwagen und wurde in der Gelterkinder Kirche beigesetzt.